# IC 1454
IC 1454 је планетарна маглина у сазвјежђу Цефеј која се налази на листи објеката дубоког неба у Индекс каталогу.
Деклинација објекта је + 80° 26' 35" а ректасцензија 22h 42m 24,5s. Привидна величина (магнитуда) објекта IC 1454 износи 14,0 а фотографска магнитуда 14,8. IC 1454 је још познат и под ознакама PK 117+18.1, Abell 81, CS=18.0, PGC 2783080.